# Campionat Mundial de Ral·lis júnior

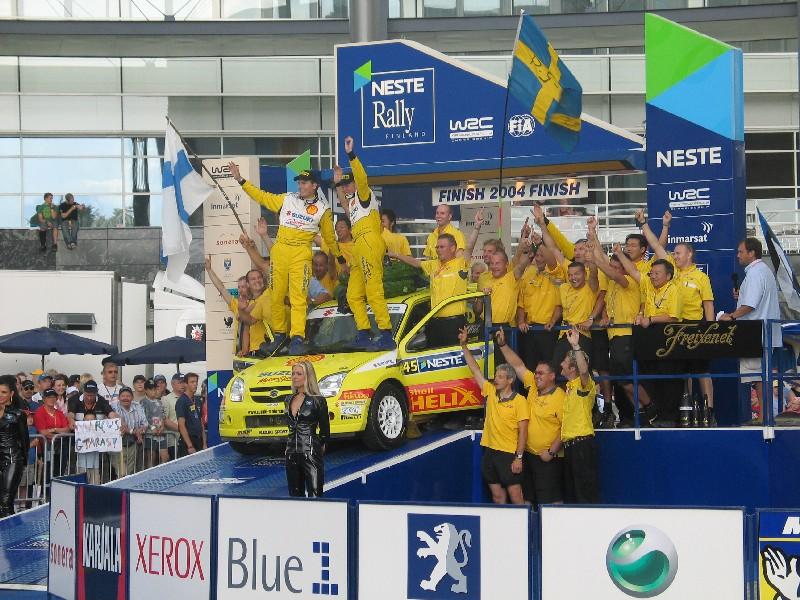
Per-Gunnar Andersson celebrant el títol de JWRC l'any 2004.

El Campionat Mundial de Ral·lis júnior (en anglès: Junior World Rally Championship, abreujat JWRC) és un campionat complementari del Mundial de Ral·lis, juntament amb el WRC2 o el WRC 3.
Originàriament va ser creat per al desenvolupament dels conductors, per això està limitat a pilots més joves de 29 anys que no formen part d'equips de màxima categoria i no disputa íntegrament totes les proves del calendari mundial, limitant-ne el número de proves, depenent de l'any, sobre les cinc. A més, s'hi fa servir cotxes de menor potència.
La seva primera edició va ser guanyada per Sébastien Loeb, qui posteriorment guanyaria 9 campionats mundials absoluts. Un altre pilot guanyador d'aquest títol i que després acabaria guanyant el Mundial absolut és Sébastien Ogier.
Altres campions del Campionat Mundial de Ral·lis júnior que han acabant pilotant en equips de primera línia mundial són Dani Sordo, Craig Breen o Elfyn Evans.

## Campions
A 26 de novembre de 2024
| Any              | Pilot                | Cotxe              |
| Campionat S1600  | Campionat S1600      | Campionat S1600    |
| ---------------- | -------------------- | ------------------ |
| 2001             | Sébastien Loeb       | Citroën Saxo S1600 |
| Campionat Júnior |                      |                    |
| 2002             | Dani Solà            | Citroën Saxo S1600 |
| 2003             | Brice Tirabassi      | Renault Clio S1600 |
| 2004             | Per-Gunnar Andersson | Suzuki Ignis S1600 |
| 2005             | Dani Sordo           | Citroën C2 S1600   |
| 2006             | Patrick Sandell      | Renault Clio S1600 |
| 2007             | Per-Gunnar Andersson | Suzuki Swift S1600 |
| 2008             | Sébastien Ogier      | Citroën C2 S1600   |
| 2009             | Martin Prokop        | Citroën C2 S1600   |
| 2010             | Aaron Burkart        | Suzuki Swift S1600 |
| Acadèmia WRC     |                      |                    |
| 2011             | Craig Breen          | Ford Fiesta R2     |
| 2012             | Elfyn Evans          | Ford Fiesta R2     |
| Campionat Júnior |                      |                    |
| 2013             | Pontus Tidemand      | Ford Fiesta R2     |
| 2014             | Stéphane Lefebvre    | Citroën DS3 R3T    |
| 2015             | Quentin Gilbert      | Citroën DS3 R3T    |
| 2016             | Simone Tempestini    | Citroën DS3 R3T    |
| 2017             | Nil Solans           | Ford Fiesta R2T    |
| 2018             | Emil Bergkvist       | Ford Fiesta R2T    |
| 2019             | Jan Solans           | Ford Fiesta R2T    |
| 2020             | Tom Kristensson      | Ford Fiesta Rally4 |
| 2021             | Sami Pajari          | Ford Fiesta Rally4 |
| WRC3 júnior      |                      |                    |
| 2022             | Robert Virves        | Ford Fiesta Rally3 |
| 2023             | William Creighton    | Ford Fiesta Rally3 |
| 2024             | Romet Jürgenson      | Ford Fiesta Rally3 |